# Формула-1 — Чемпіонат 2008
Формула-1 2008 року — сезон чемпіонату світу з автоперегонів у класі Формула-1, який проводився під егідою FIA. Чемпіонат проходив у період з березня по листопад та складався з 18 Гран-прі. Сезон розпочався на Гран-прі Австралії 16 березня та закінчився на Гран-прі Бразилії 2 листопада. Льюїс Гамільтон здобув свій перший титул. Кубок конструкторів виборола команда Ferrari.

## Команди та пілоти
Наступні команди та пілоти брали участь у Чемпіонаті світу 2008 року. Постачальник шин для всіх команд — Bridgestone.
| Команда                   | Конструктор         | Шасі       | Двигун          | №. | Пілот               | Гран-прі |
| ------------------------- | ------------------- | ---------- | --------------- | -- | ------------------- | -------- |
| Scuderia Ferrari          | Ferrari             | F2008      | Ferrari 056     | 1  | Кімі Ряйкконен      | Всі      |
| Scuderia Ferrari          | Ferrari             | F2008      | Ferrari 056     | 2  | Феліпе Масса        | Всі      |
| BMW Sauber F1 Team        | BMW Sauber          | F1.08      | BMW P86/8       | 3  | Нік Гайдфельд       | Всі      |
| BMW Sauber F1 Team        | BMW Sauber          | F1.08      | BMW P86/8       | 4  | Роберт Кубіца       | Всі      |
| ING Renault F1 Team       | Renault             | R28        | Renault RS27    | 5  | Фернандо Алонсо     | Всі      |
| ING Renault F1 Team       | Renault             | R28        | Renault RS27    | 6  | Нельсон Піке мол.   | Всі      |
| AT&T Williams             | Williams-Toyota     | FW30       | Toyota RVX-08   | 7  | Ніко Росберг        | Всі      |
| AT&T Williams             | Williams-Toyota     | FW30       | Toyota RVX-08   | 8  | Кадзукі Накадзіма   | Всі      |
| Red Bull Racing           | Red Bull-Renault    | RB4        | Renault RS27    | 9  | Девід Култгард      | Всі      |
| Red Bull Racing           | Red Bull-Renault    | RB4        | Renault RS27    | 10 | Марк Веббер         | Всі      |
| Panasonic Toyota Racing   | Toyota              | TF108      | Toyota RVX-08   | 11 | Ярно Труллі         | Всі      |
| Panasonic Toyota Racing   | Toyota              | TF108      | Toyota RVX-08   | 12 | Тімо Ґлок           | Всі      |
| Scuderia Toro Rosso       | Toro Rosso-Ferrari  | STR2B STR3 | Ferrari 056     | 14 | Себастьєн Бурде     | Всі      |
| Scuderia Toro Rosso       | Toro Rosso-Ferrari  | STR2B STR3 | Ferrari 056     | 15 | Себастьян Феттель   | Всі      |
| Honda Racing F1 Team      | Honda               | RA108      | Honda RA808E    | 16 | Дженсон Баттон      | Всі      |
| Honda Racing F1 Team      | Honda               | RA108      | Honda RA808E    | 17 | Рубенс Баррікелло   | Всі      |
| Super Aguri F1 Team       | Super Aguri-Honda   | SA08       | Honda RA808E    | 18 | Такума Сато         | 1–4      |
| Super Aguri F1 Team       | Super Aguri-Honda   | SA08       | Honda RA808E    | 19 | Ентоні Девідсон     | 1–4      |
| Force India F1 Team       | Force India-Ferrari | VJM01      | Ferrari 056     | 20 | Адріан Сутіл        | Всі      |
| Force India F1 Team       | Force India-Ferrari | VJM01      | Ferrari 056     | 21 | Джанкарло Фізікелла | Всі      |
| Vodafone McLaren Mercedes | McLaren-Mercedes    | MP4-23     | Mercedes FO108V | 22 | Льюїс Гамільтон     | Всі      |
| Vodafone McLaren Mercedes | McLaren-Mercedes    | MP4-23     | Mercedes FO108V | 23 | Гейккі Ковалайнен   | Всі      |
| Джерело:                  |                     |            |                 |    |                     |          |

- Усі двигуни були в конфігурації V8 з робочим об’ємом 2,4 л.[5]

## Календар
| №        | Гран-прі                  | Траса                                     | Дата        |
| -------- | ------------------------- | ----------------------------------------- | ----------- |
| 1        | Гран-прі Австралії        | Альберт-Парк, Мельбурн                    | 16 березня  |
| 2        | Гран-прі Малайзії         | Міжнародний автодром Сепанг, Куала-Лумпур | 23 березня  |
| 3        | Гран-прі Бахрейну         | Міжнародний автодром Бахрейну, Сахір      | 6 квітня    |
| 4        | Гран-прі Іспанії          | Каталунья, Монмало                        | 27 квітня   |
| 5        | Гран-прі Туреччини        | Істанбул Парк, Стамбул                    | 11 травня   |
| 6        | Гран-прі Монако           | Міська траса Монте-Карло, Монте-Карло     | 25 травня   |
| 7        | Гран-прі Канади           | Автодром імені Жиля Вільнева, Монреаль    | 8 червня    |
| 8        | Гран-прі Франції          | Невер Маньї-Кур, Маньї-Кур                | 22 червня   |
| 9        | Гран-прі Великої Британії | Автодром Сільверстоун, Сільверстоун       | 6 липня     |
| 10       | Гран-прі Німеччини        | Гоккенгаймринг, Гоккенгайм                | 20 липня    |
| 11       | Гран-прі Угорщини         | Хунгароринг, Модьород                     | 3 серпня    |
| 12       | Гран-прі Європи           | Вулична траса Валенсії, Валенсія          | 24 серпня   |
| 13       | Гран-прі Бельгії          | Спа-Франкоршам, Спа                       | 7 вересня   |
| 14       | Гран-прі Італії           | Автодром Монца, Монца                     | 14 вересня  |
| 15       | Гран-прі Сінгапуру        | Міський автодром Марина Бей, Сінгапур     | 28 вересня  |
| 16       | Гран-прі Японії           | Автодром Фудзі, Ояма, Сідзуока            | 12 жовтня   |
| 17       | Гран-прі Китаю            | Міжнародний автодром Шанхая, Шанхай       | 19 жовтня   |
| 18       | Гран-прі Бразилії         | Інтерлагус, Сан-Паулу                     | 2 листопада |
| Джерело: |                           |                                           |             |

### Зміни в календарі
- Сінгапур прийняв свій перший Гран-прі в 2008 році з контрактом на наступні п'ять років. Гонка, яка проходила на вуличній трасі, розробленій компанією KBR, стала першою нічною гонкою Формули-1.[7] Вільні заїзди та кваліфікація також проходили вночі.[8]
- Гран-прі Європи у 2008 році проводився на вуличній трасі Валенсії, замінивши Нюрбургринг, який приймав цю подію до 2007 року. Оскільки обидві німецькі траси мали право приймати гонки Формули-1, Гран-прі Німеччини у 2008 році був проведений на трасі Гоккенгаймринг. Проведення німецький етапу продовжувало чергуватись між цими двома трасами щорічно до 2014 року.[9]
- Гран-прі США не проводилось в 2008 році, а можливе повернення в Індіанаполіс у майбутньому не було повністю виключено.[10] Американський етап повернувся в 2012 році, але вже на Трасу Америк в Остіні, штат Техас.[11]
- Напередодні Гран-прі Франції 2007 року повідомлялося, що це буде останній Гран-прі, який відбудеться на трасі Маньї-Кур.[12] Деякі альтернативи, запропоновані для Гран-прі Франції, включали Поль-Рікар, нову трасу біля паризького Діснейленду та аеропорт Шарля де Голля. Однак 24 липня 2007 року було повідомлено, що Берні Екклстоун «в принципі погодився продовжити гонку в Маньї-Кур у 2008 і навіть у 2009, якщо не буде інших альтернатив».[13]

## Результати та положення в заліках

### Гран-прі
| №       | Гран-прі                  | Поул-позиція      | Швидке коло       | Переможець        | Конструктор        | Звіт |
| ------- | ------------------------- | ----------------- | ----------------- | ----------------- | ------------------ | ---- |
| 1       | Гран-прі Австралії        | Льюїс Гамільтон   | Гейккі Ковалайнен | Льюїс Гамільтон   | McLaren-Mercedes   | Звіт |
| 2       | Гран-прі Малайзії         | Феліпе Масса      | Нік Гайдфельд     | Кімі Ряйкконен    | Ferrari            | Звіт |
| 3       | Гран-прі Бахрейну         | Роберт Кубіца     | Гейккі Ковалайнен | Феліпе Масса      | Ferrari            | Звіт |
| 4       | Гран-прі Іспанії          | Кімі Ряйкконен    | Кімі Ряйкконен    | Кімі Ряйкконен    | Ferrari            | Звіт |
| 5       | Гран-прі Туреччини        | Феліпе Масса      | Кімі Ряйкконен    | Феліпе Масса      | Ferrari            | Звіт |
| 6       | Гран-прі Монако           | Феліпе Масса      | Кімі Ряйкконен    | Льюїс Гамільтон   | McLaren-Mercedes   | Звіт |
| 7       | Гран-прі Канади           | Льюїс Гамільтон   | Кімі Ряйкконен    | Роберт Кубіца     | BMW Sauber         | Звіт |
| 8       | Гран-прі Франції          | Кімі Ряйкконен    | Кімі Ряйкконен    | Феліпе Масса      | Ferrari            | Звіт |
| 9       | Гран-прі Великої Британії | Гейккі Ковалайнен | Кімі Ряйкконен    | Льюїс Гамільтон   | McLaren-Mercedes   | Звіт |
| 10      | Гран-прі Німеччини        | Льюїс Гамільтон   | Нік Гайдфельд     | Льюїс Гамільтон   | McLaren-Mercedes   | Звіт |
| 11      | Гран-прі Угорщини         | Льюїс Гамільтон   | Кімі Ряйкконен    | Гейккі Ковалайнен | McLaren-Mercedes   | Звіт |
| 12      | Гран-прі Європи           | Феліпе Масса      | Феліпе Масса      | Феліпе Масса      | Ferrari            | Звіт |
| 13      | Гран-прі Бельгії          | Льюїс Гамільтон   | Кімі Ряйкконен    | Феліпе Масса      | Ferrari            | Звіт |
| 14      | Гран-прі Італії           | Себастьян Феттель | Кімі Ряйкконен    | Себастьян Феттель | Toro Rosso-Ferrari | Звіт |
| 15      | Гран-прі Сінгапуру        | Феліпе Масса      | Кімі Ряйкконен    | Фернандо Алонсо   | Renault            | Звіт |
| 16      | Гран-прі Японії           | Льюїс Гамільтон   | Феліпе Масса      | Фернандо Алонсо   | Renault            | Звіт |
| 17      | Гран-прі Китаю            | Льюїс Гамільтон   | Льюїс Гамільтон   | Льюїс Гамільтон   | McLaren-Mercedes   | Звіт |
| 18      | Гран-прі Бразилії         | Феліпе Масса      | Феліпе Масса      | Феліпе Масса      | Ferrari            | Звіт |
| Джерело |                           |                   |                   |                   |                    |      |

### Пілоти
Очки отримують перші вісім пілотів.
| Позиція | 1-ша | 2-га | 3-тя | 4-та | 5-та | 6-та | 7-ма | 8-ма |
| Очки    | 10   | 8    | 6    | 5    | 4    | 3    | 2    | 1    |

| Поз.     | Пілот               | АВС  | МАЛ  | БАХ  | ІСП  | ТУР  | МОН  | КАН  | ФРА  | ВЕЛ  | НІМ  | УГО  | ЄВР  | БЕЛ  | ІТА  | СІН  | ЯПО  | КИТ  | БРА  | Очки |
| -------- | ------------------- | ---- | ---- | ---- | ---- | ---- | ---- | ---- | ---- | ---- | ---- | ---- | ---- | ---- | ---- | ---- | ---- | ---- | ---- | ---- |
| 1        | Льюїс Гамільтон     | 1    | 5    | 13   | 3    | 2    | 1    | Схід | 10   | 1    | 1    | 5    | 2    | 3    | 7    | 3    | 12   | 1    | 5    | 98   |
| 2        | Феліпе Масса        | Схід | Схід | 1    | 2    | 1    | 3    | 5    | 1    | 13   | 3    | 17†  | 1    | 1    | 6    | 13   | 7    | 2    | 1    | 97   |
| 3        | Кімі Ряйкконен      | 8†   | 1    | 2    | 1    | 3    | 9    | Схід | 2    | 4    | 6    | 3    | Схід | 18†  | 9    | 15†  | 3    | 3    | 3    | 75   |
| 4        | Роберт Кубіца       | Схід | 2    | 3    | 4    | 4    | 2    | 1    | 5    | Схід | 7    | 8    | 3    | 6    | 3    | 11   | 2    | 6    | 11   | 75   |
| 5        | Фернандо Алонсо     | 4    | 8    | 10   | Схід | 6    | 10   | Схід | 8    | 6    | 11   | 4    | Схід | 4    | 4    | 1    | 1    | 4    | 2    | 61   |
| 6        | Нік Гайдфельд       | 2    | 6    | 4    | 9    | 5    | 14   | 2    | 13   | 2    | 4    | 10   | 9    | 2    | 5    | 6    | 9    | 5    | 10   | 60   |
| 7        | Гейккі Ковалайнен   | 5    | 3    | 5    | Схід | 12   | 8    | 9    | 4    | 5    | 5    | 1    | 4    | 10†  | 2    | 10   | Схід | Схід | 7    | 53   |
| 8        | Себастьян Феттель   | Схід | Схід | Схід | Схід | 17   | 5    | 8    | 12   | Схід | 8    | Схід | 6    | 5    | 1    | 5    | 6    | 9    | 4    | 35   |
| 9        | Ярно Труллі         | Схід | 4    | 6    | 8    | 10   | 13   | 6    | 3    | 7    | 9    | 7    | 5    | 16   | 13   | Схід | 5    | Схід | 8    | 31   |
| 10       | Тімо Ґлок           | Схід | Схід | 9    | 11   | 13   | 12   | 4    | 11   | 12   | Схід | 2    | 7    | 9    | 11   | 4    | Схід | 7    | 6    | 25   |
| 11       | Марк Веббер         | Схід | 7    | 7    | 5    | 7    | 4    | 12   | 6    | 10   | Схід | 9    | 12   | 8    | 8    | Схід | 8    | 14   | 9    | 21   |
| 12       | Нельсон Піке мол.   | Схід | 11   | Схід | Схід | 15   | Схід | Схід | 7    | Схід | 2    | 6    | 11   | Схід | 10   | Схід | 4    | 8    | Схід | 19   |
| 13       | Ніко Росберг        | 3    | 14   | 8    | Схід | 8    | Схід | 10   | 16   | 9    | 10   | 14   | 8    | 12   | 14   | 2    | 11   | 15   | 12   | 17   |
| 14       | Рубенс Баррікелло   | ДСК  | 13   | 11   | Схід | 14   | 6    | 7    | 14   | 3    | Схід | 16   | 16   | Схід | 17   | Схід | 13   | 11   | 15   | 11   |
| 15       | Кадзукі Накадзіма   | 6    | 17   | 14   | 7    | Схід | 7    | Схід | 15   | 8    | 14   | 13   | 15   | 14   | 12   | 8    | 15   | 12   | 17   | 9    |
| 16       | Девід Култгард      | Схід | 9    | 18   | 12   | 9    | Схід | 3    | 9    | Схід | 13   | 11   | 17   | 11   | 16   | 7    | Схід | 10   | Схід | 8    |
| 17       | Себастьєн Бурде     | 7†   | Схід | 15   | Схід | Схід | Схід | 13   | 17   | 11   | 12   | 18   | 10   | 7    | 18   | 12   | 10   | 13   | 14   | 4    |
| 18       | Дженсон Баттон      | Схід | 10   | Схід | 6    | 11   | 11   | 11   | Схід | Схід | 17   | 12   | 13   | 15   | 15   | 9    | 14   | 16   | 13   | 3    |
| 19       | Джанкарло Фізікелла | Схід | 12   | 12   | 10   | Схід | Схід | Схід | 18   | Схід | 16   | 15   | 14   | 17   | Схід | 14   | Схід | 17   | 18   | 0    |
| 20       | Адріан Сутіл        | Схід | Схід | 19   | Схід | 16   | Схід | Схід | 19   | Схід | 15   | Схід | Схід | 13   | 19   | Схід | Схід | Схід | 16   | 0    |
| 21       | Такума Сато         | Схід | 16   | 17   | 13   |      |      |      |      |      |      |      |      |      |      |      |      |      |      | 0    |
| 22       | Ентоні Девідсон     | Схід | 15   | 16   | Схід |      |      |      |      |      |      |      |      |      |      |      |      |      |      | 0    |
| Поз.     | Пілот               | АВС  | МАЛ  | БАХ  | ІСП  | ТУР  | МОН  | КАН  | ФРА  | ВЕЛ  | НІМ  | УГО  | ЄВР  | БЕЛ  | ІТА  | СІН  | ЯПО  | КИТ  | БРА  | Очки |
| Джерело: |                     |      |      |      |      |      |      |      |      |      |      |      |      |      |      |      |      |      |      |      |

| Приклад      | Опис                                                              |
| ------------ | ----------------------------------------------------------------- |
| 1            | Переможець                                                        |
| 2            | Друге місце                                                       |
| 3            | Третє місце                                                       |
| 5            | Фінішував у очковій зоні                                          |
| 12           | Фінішував поза очковою зоною                                      |
| НКЛ          | Фінішував, але не класифікований                                  |
| Схід         | Не фінішував і не класифікований                                  |
| НКВ          | Не кваліфікований                                                 |
| НПКВ         | Не передкваліфікований                                            |
| ДСК          | Дискваліфікований                                                 |
| ТТР          | Брав участь тільки в тренуваннях                                  |
| тест         | Тестер по п'ятницях (з 2003 року)                                 |
| НС           | Брав участь у Гран-прі як бойовий пілот, але не стартував у гонці |
| Т            | Травмований чи хворий                                             |
| Викл         | Виключений із протоколу                                           |
| Від          | Відмова від участі                                                |
| НТР          | Не брав участі в тренуваннях                                      |
| НПР          | Не прибув на Гран-прі                                             |
| С            | Гонка скасована                                                   |
|              | Не брав участі                                                    |
| Жирний шрифт | Поул-позиція                                                      |
| Курсив       | Швидке коло                                                       |

Примітки:
- — Пілоти, що не фінішували на Гран-прі, але були класифіковані, оскільки подолали понад 90 % дистанції.

### Конструктори
| Поз.     | Конструктор         | №  | АВС  | МАЛ  | БАХ  | ІСП  | ТУР  | МОН  | КАН  | ФРА  | ВЕЛ  | НІМ  | УГО  | ЄВР  | БЕЛ  | ІТА  | СІН  | ЯПО  | КИТ  | БРА  | Очки |
| -------- | ------------------- | -- | ---- | ---- | ---- | ---- | ---- | ---- | ---- | ---- | ---- | ---- | ---- | ---- | ---- | ---- | ---- | ---- | ---- | ---- | ---- |
| 1        | Ferrari             | 1  | 8†   | 1    | 2    | 1    | 3    | 9    | Схід | 2    | 4    | 6    | 3    | Схід | 18†  | 9    | 15†  | 3    | 3    | 3    | 172  |
| 1        | Ferrari             | 2  | Схід | Схід | 1    | 2    | 1    | 3    | 5    | 1    | 13   | 3    | 17†  | 1    | 1    | 6    | 13   | 7    | 2    | 1    | 172  |
| 2        | McLaren-Mercedes    | 22 | 1    | 5    | 13   | 3    | 2    | 1    | Схід | 10   | 1    | 1    | 5    | 2    | 3    | 7    | 3    | 12   | 1    | 5    | 151  |
| 2        | McLaren-Mercedes    | 23 | 5    | 3    | 5    | Схід | 12   | 8    | 9    | 4    | 5    | 5    | 1    | 4    | 10   | 2    | 10   | Схід | Схід | 7    | 151  |
| 3        | BMW Sauber          | 3  | 2    | 6    | 4    | 9    | 5    | 14   | 2    | 13   | 2    | 4    | 10   | 9    | 2    | 5    | 6    | 9    | 5    | 10   | 135  |
| 3        | BMW Sauber          | 4  | Схід | 2    | 3    | 4    | 4    | 2    | 1    | 5    | Схід | 7    | 8    | 3    | 6    | 3    | 11   | 2    | 6    | 11   | 135  |
| 4        | Renault             | 5  | 4    | 8    | 10   | Схід | 6    | 10   | Схід | 8    | 6    | 11   | 4    | Схід | 4    | 4    | 1    | 1    | 4    | 2    | 80   |
| 4        | Renault             | 6  | Схід | 11   | Схід | Схід | 15   | Схід | Схід | 7    | Схід | 2    | 6    | 11   | Схід | 10   | Схід | 4    | 8    | Схід | 80   |
| 5        | Toyota              | 11 | Схід | 4    | 6    | 8    | 10   | 13   | 6    | 3    | 7    | 9    | 7    | 5    | 16   | 13   | Схід | 5    | Схід | 8    | 56   |
| 5        | Toyota              | 12 | Схід | Схід | 9    | 11   | 13   | 12   | 4    | 11   | 12   | Схід | 2    | 7    | 9    | 11   | 4    | Схід | 7    | 6    | 56   |
| 6        | Toro Rosso-Ferrari  | 14 | 7†   | Схід | 15   | Схід | Схід | Схід | 13   | 17   | 11   | 12   | 18   | 10   | 7    | 18   | 12   | 10   | 13   | 14   | 39   |
| 6        | Toro Rosso-Ferrari  | 15 | Схід | Схід | Схід | Схід | 17   | 5    | 8    | 12   | Схід | 8    | Схід | 6    | 5    | 1    | 5    | 6    | 9    | 4    | 39   |
| 7        | Red Bull-Renault    | 9  | Схід | 9    | 18   | 12   | 9    | Схід | 3    | 9    | Схід | 13   | 11   | 17   | 11   | 16   | 7    | Схід | 10   | Схід | 29   |
| 7        | Red Bull-Renault    | 10 | Схід | 7    | 7    | 5    | 7    | 4    | 12   | 6    | 10   | Схід | 9    | 12   | 8    | 8    | Схід | 8    | 14   | 9    | 29   |
| 8        | Williams-Toyota     | 7  | 3    | 14   | 8    | Схід | 8    | Схід | 10   | 16   | 9    | 10   | 14   | 8    | 12   | 14   | 2    | 11   | 15   | 12   | 26   |
| 8        | Williams-Toyota     | 8  | 6    | 17   | 14   | 7    | Схід | 7    | Схід | 15   | 8    | 14   | 13   | 15   | 14   | 12   | 8    | 15   | 12   | 17   | 26   |
| 9        | Honda               | 16 | Схід | 10   | Схід | 6    | 11   | 11   | 11   | Схід | Схід | 17   | 12   | 13   | 15   | 15   | 9    | 14   | 16   | 13   | 14   |
| 9        | Honda               | 17 | ДСК  | 13   | 11   | Схід | 14   | 6    | 7    | 14   | 3    | Схід | 16   | 16   | Схід | 17   | Схід | 13   | 11   | 15   | 14   |
| 10       | Force India-Ferrari | 20 | Схід | Схід | 19   | Схід | 16   | Схід | Схід | 19   | Схід | 15   | Схід | Схід | 13   | 19   | Схід | Схід | Схід | 16   | 0    |
| 10       | Force India-Ferrari | 21 | Схід | 12   | 12   | 10   | Схід | Схід | Схід | 18   | Схід | 16   | 15   | 14   | 17   | Схід | 14   | Схід | 17   | 18   | 0    |
| 11       | Super Aguri-Honda   | 18 | Схід | 16   | 17   | 13   |      |      |      |      |      |      |      |      |      |      |      |      |      |      | 0    |
| 11       | Super Aguri-Honda   | 19 | Схід | 15   | 16   | Схід |      |      |      |      |      |      |      |      |      |      |      |      |      |      | 0    |
| Поз.     | Конструктор         | №  | АВС  | МАЛ  | БАХ  | ІСП  | ТУР  | МОН  | КАН  | ФРА  | ВЕЛ  | НІМ  | УГО  | ЄВР  | БЕЛ  | ІТА  | СІН  | ЯПО  | КИТ  | БРА  | Очки |
| Джерело: |                     |    |      |      |      |      |      |      |      |      |      |      |      |      |      |      |      |      |      |      |      |

| Приклад      | Опис                                                              |
| ------------ | ----------------------------------------------------------------- |
| 1            | Переможець                                                        |
| 2            | Друге місце                                                       |
| 3            | Третє місце                                                       |
| 5            | Фінішував у очковій зоні                                          |
| 12           | Фінішував поза очковою зоною                                      |
| НКЛ          | Фінішував, але не класифікований                                  |
| Схід         | Не фінішував і не класифікований                                  |
| НКВ          | Не кваліфікований                                                 |
| НПКВ         | Не передкваліфікований                                            |
| ДСК          | Дискваліфікований                                                 |
| ТТР          | Брав участь тільки в тренуваннях                                  |
| тест         | Тестер по п'ятницях (з 2003 року)                                 |
| НС           | Брав участь у Гран-прі як бойовий пілот, але не стартував у гонці |
| Т            | Травмований чи хворий                                             |
| Викл         | Виключений із протоколу                                           |
| Від          | Відмова від участі                                                |
| НТР          | Не брав участі в тренуваннях                                      |
| НПР          | Не прибув на Гран-прі                                             |
| С            | Гонка скасована                                                   |
|              | Не брав участі                                                    |
| Жирний шрифт | Поул-позиція                                                      |
| Курсив       | Швидке коло                                                       |

Примітки:
- — Пілоти, що не фінішували на Гран-прі, але були класифіковані, оскільки подолали понад 90 % дистанції.

## Виноски
1. 1 2 3  6 травня 2008 року команда Super Aguri оголосила про негайний вихід з Чемпіонаті світу Формули-1.[1]  Наступного дня компанія перейшла під управління тимчасової адміністрації.[2]